# Departamentos do Gabão

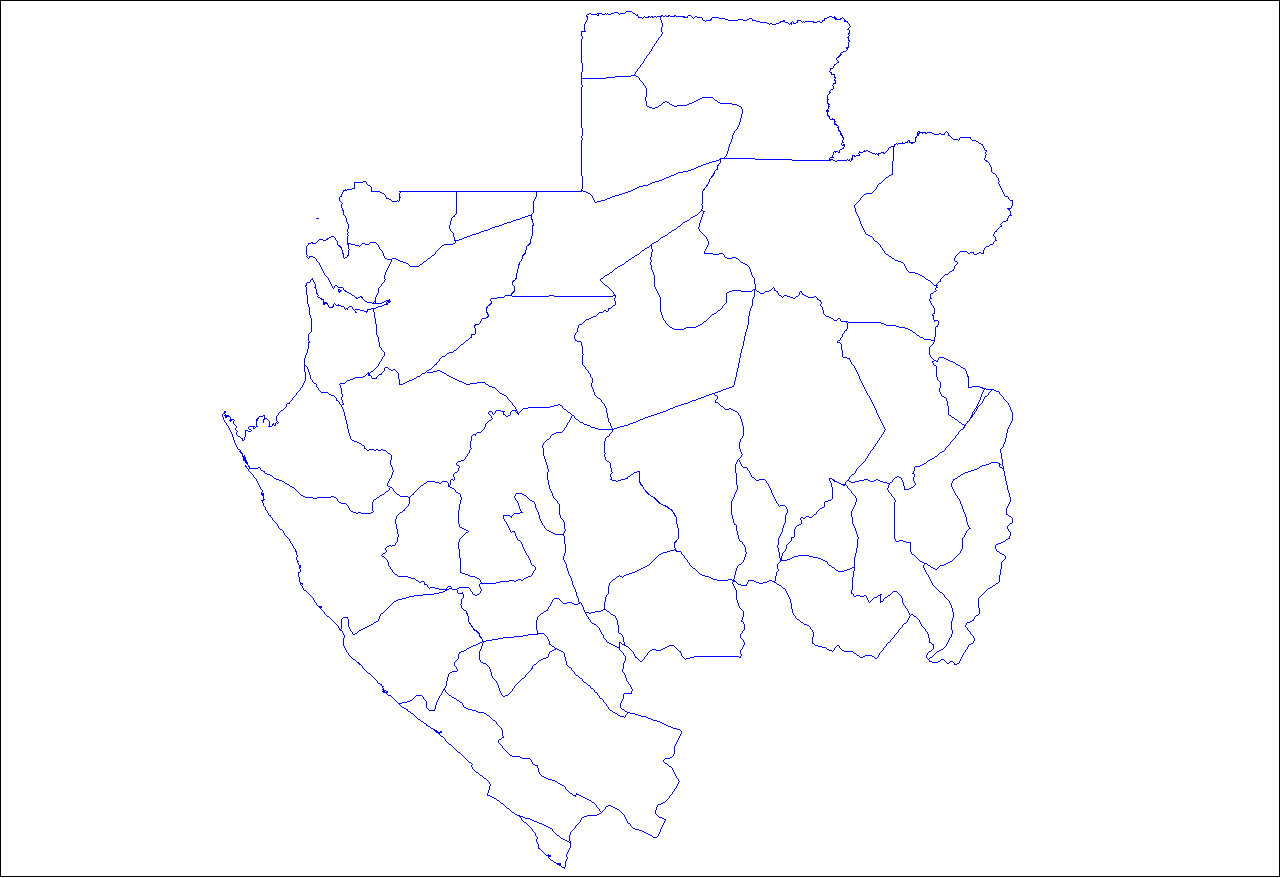
Departamentos do Gabão.

As províncias do Gabão são divididas em trinta e sete departamentos. Os departamentos estão listados abaixo, por província (capitais entre parênteses):

## Estuaire Província

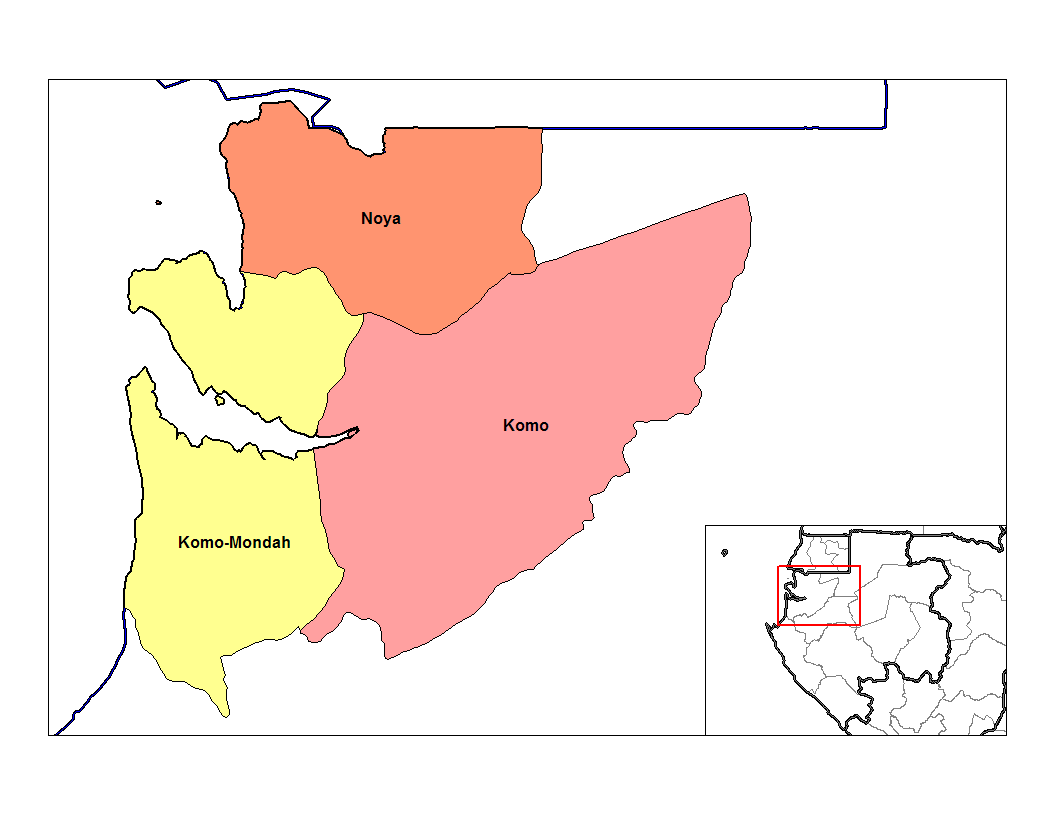
Departamentos de Estuaire

- Komo (Kango)
- Komo-Mondah (Ntoum)
- Noya (Cocobeach)

## Haut-Ogooué Província

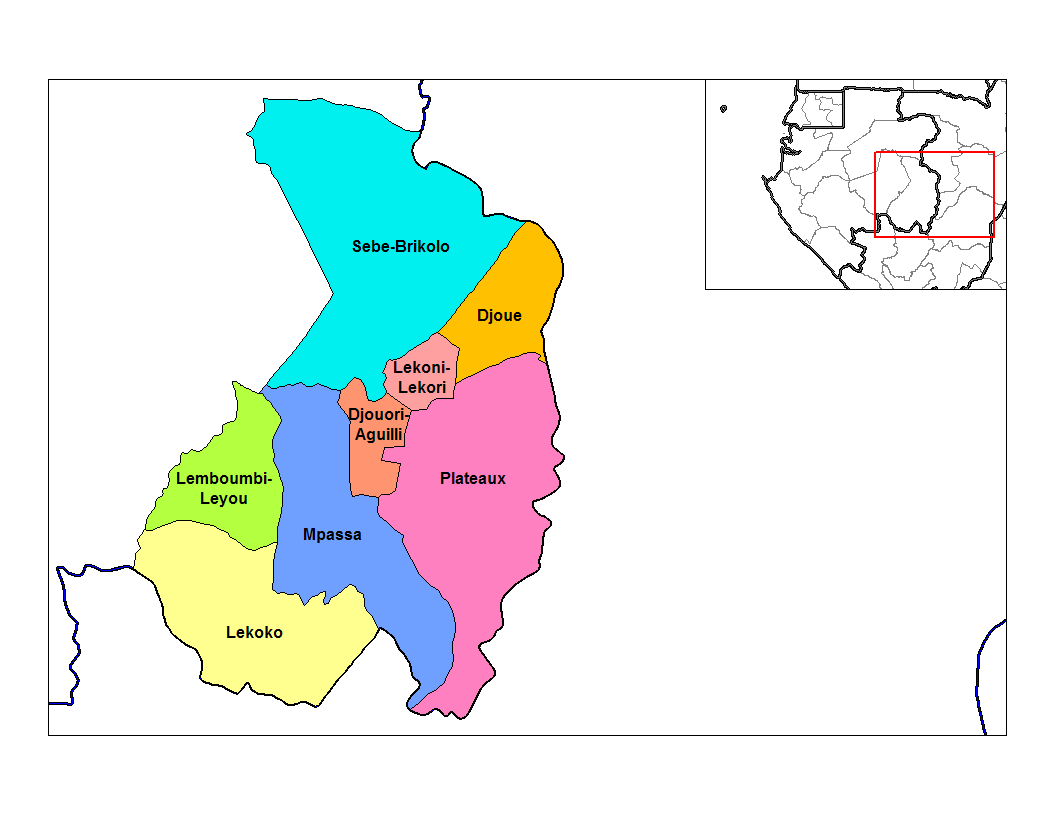
Departamentos de Haut-Ogooué

- Djoue (Onga)
- Djououri-Aguilli (Bongoville)
- Lekoni-Lekori (Akieni)
- Lekoko (Bakoumba)
- Leboumbi-Leyou (Moanda)
- Mpassa (Franceville)
- Plateaux (Leconi)
- Sebe-Brikolo (Okondja)

## Moyen-Ogooué Província

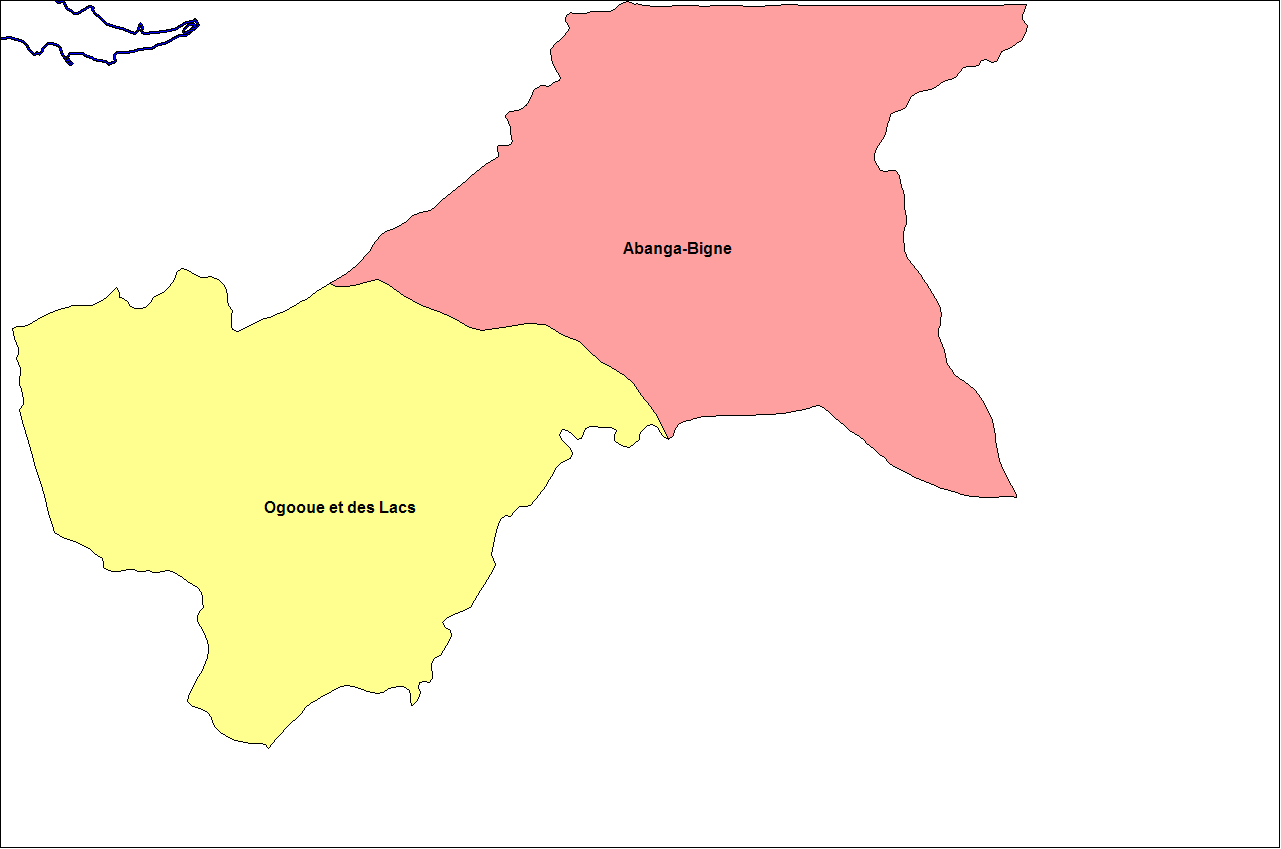
Departamentos de Moyen-Ogooué

- Abanga-Bigne (Ndjole)
- Ogooue et des Lacs (Lambaréné)

## Ngounié Província

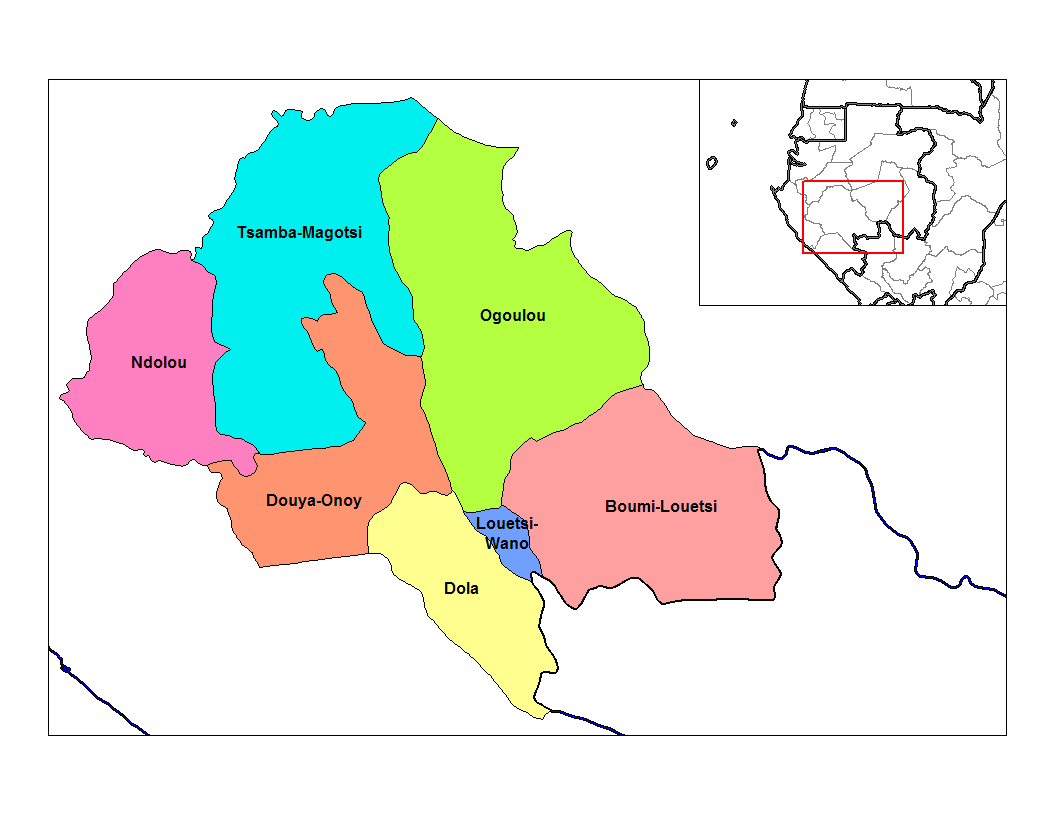
Departamentos de Ngounié

- Boumi-Louetsi (Mbigou)
- Dola (Ndende)
- Douya-Onoy (Mouila)
- Louetsi-Wano (Lebamba)
- Ndolou (Mandji)
- Ogoulou (Mimongo)
- Tsamba-Magotsi (Fougamou)

## Nyanga Província

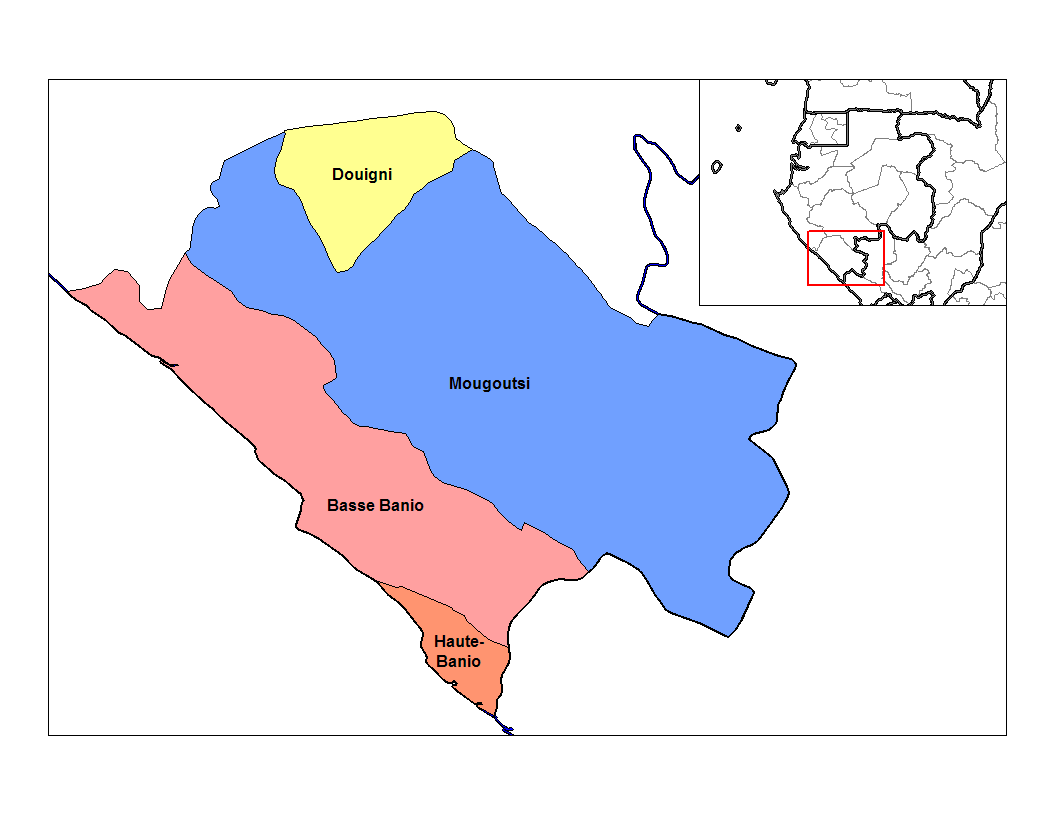
Departamentos de Nyanga

- Basse-Banio (Mayumba)
- Douigni (Moabi)
- Haute-Banio (Minvoul)
- Mougoutsi (Tchibanga)

## Ogooué-Ivindo Província

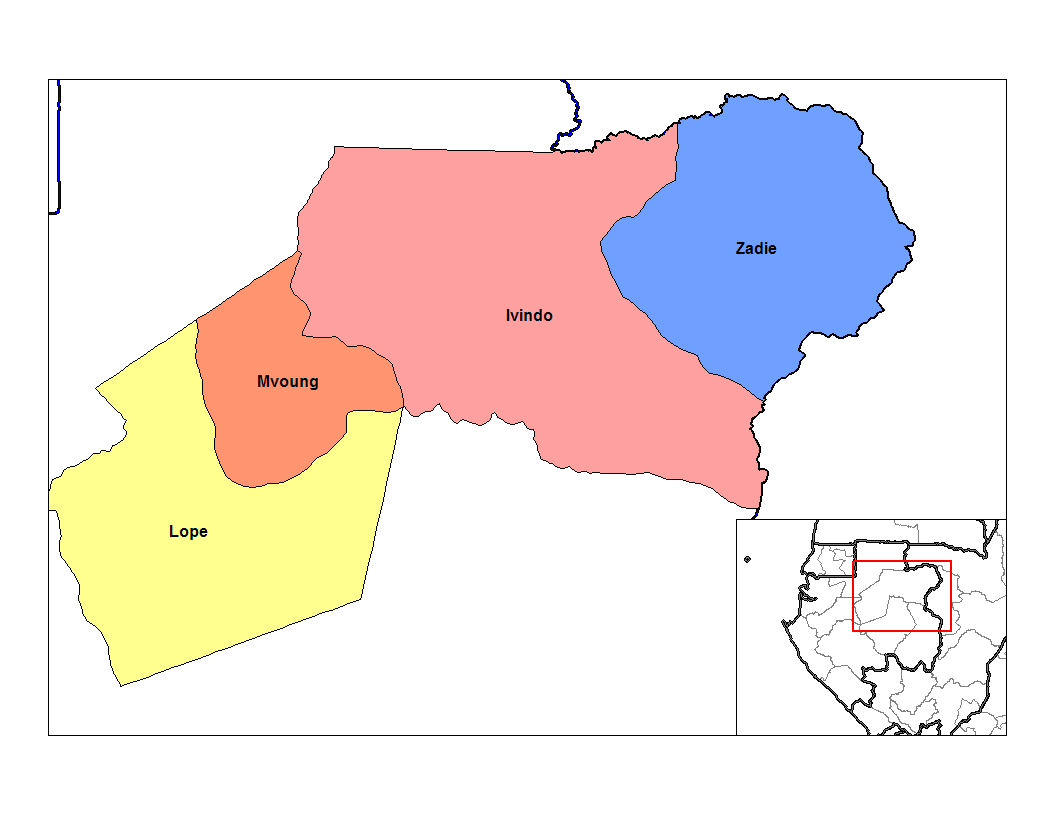
Departamentos de Ogooué-Ivindo

- Ivindo (Makokou)
- Lope (Booue)
- Mvoung (Ovan)
- Zadie (Mekambo)

## Ogooué-Lolo Província

Departamentos de Ogooué-Lolo

- Lolo-Bouenguidi (Koulamoutou)
- Lombo-Bouenguidi (Pana)
- Mouloundou (Lastoursville)

## Ogooué-Maritime Província

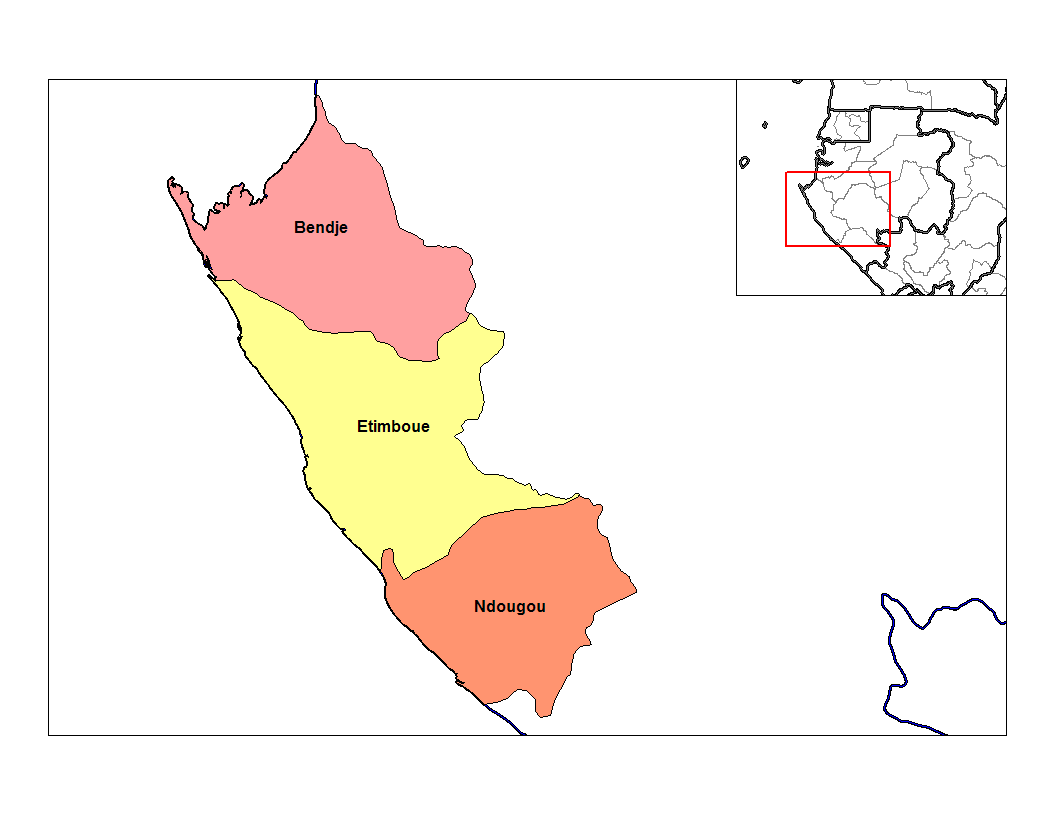
Departamentos de Ogooué-Maritime

- Bendje (Port-Gentil)
- Etimboue (Omboue)
- Ndougou (Gamba)

## Woleu-Ntem Província

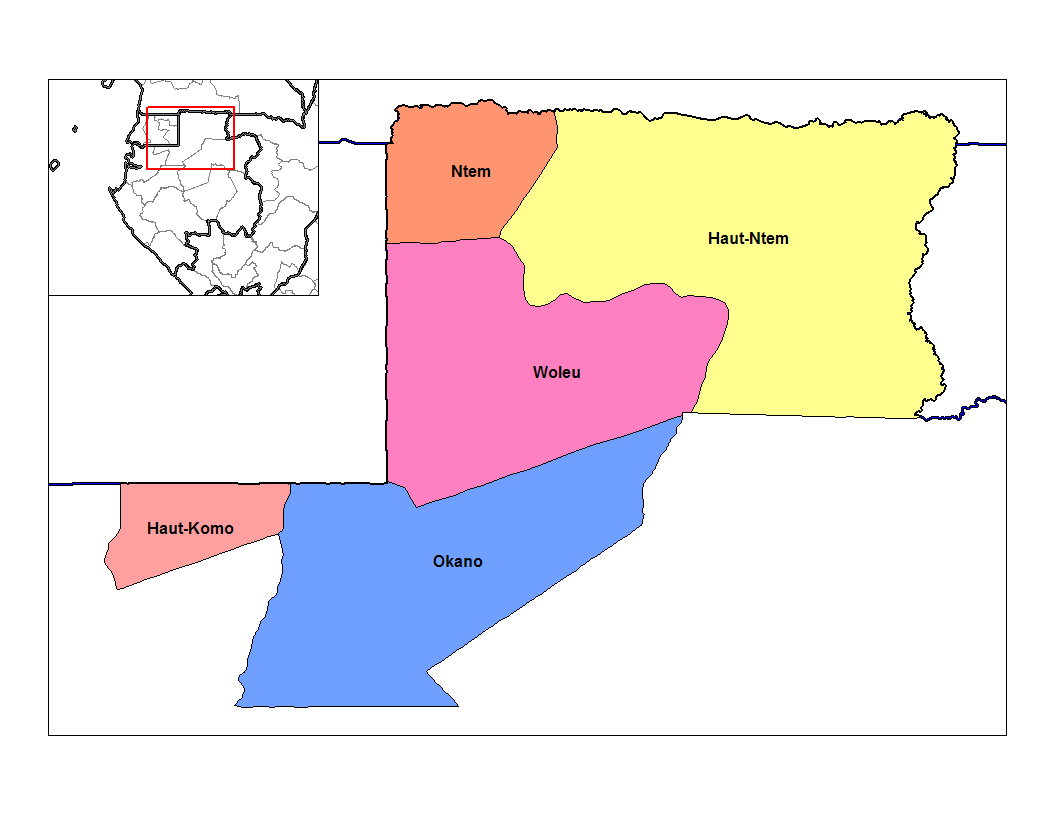
Departamentos de Woleu-Ntem

- Haut-Komo (Ndindi)
- Haut-Ntem (Medouneu)
- Ntem (Bitam)
- Okano (Mitzic)
- Woleu (Oyem)